# قرنة مرعي
قرنة مرعي هي جبانة تقع على الضفة الغربية لنهر النيل في طيبة (الأقصر) بصعيد مصر، إلى الجنوب مباشرة من جبانة الشيخ عبد القرنة. وقد كانت تستخدم كجبانة لمسؤولي إدارة الدولة الحديثة في طيبة.
في 2013 قطع بعض سكانها الطريق المؤدي إلى وادي الملوك والملكات احتجاجاً على تهجيرهم من القرية وعدم صرف تعويضات لهم.

## المقابر
هذه قائمة بالمقابر المكتشفة في قرنة مرعي.
| رقم المقبرة | اسم صاحب المقبرة       | وظيفة صاحب المقبرة                    |
| ----------- | ---------------------- | ------------------------------------- |
| TT40        | أمنحتب – حوي           | نائب الملك في كوش                     |
| TT221       | حوري مين               | كاتب الجنود                           |
| TT222       | حقا ماعت رع نخت – تورو | الكاهن الأعلى للإله منتو              |
| TT223       | كاراخ آمون             | الأمير الوراثي                        |
| TT235       | وسر حات                | الكاهن الأعلى للإله منتو              |
| TT270       | آمون إم ويا            | الكاهن المرتل للإله بتاح سوكر         |
| TT271       | ناي                    | كاتب ملكي                             |
| TT272       | خع إم أبت              | الكاهن المرتل في معبد الإله سوكر      |
| TT273       | ساي إم إتف             | كاتب ضيعة مولاه                       |
| TT274       | آمون واحسو             | الكاهن الأعلى للإله منتو طود          |
| TT275       | سبك مس                 | كبير الكهنة المطهرين                  |
| TT276       | آمون إم إبت            | المشرف على الحكومة المركزية           |
| TT277       | آمون إم ونيت           | الأب الإلهي لمعبد الملك أمنحتب الثالث |
| TT278       | أمون إمحب              | راعي مواشي آمون رع                    |
| TT380       | عنخف إن رع حور أختي    | حاكم مدينة طيبة                       |
| TT381       | آمون إم ونيت           | رسول الملك لكل أرض                    |
| TT382       | وسر منتو               | الكاهن الأول لمنتو                    |
| TT383       | مري مس                 | نائب الملك في كوش                     |
| D.1         | نحي                    | محافظ الأراضي الجنوبية                |
| D.2         | بترسو إم حب سد         | –                                     |
| D.3         | أمنمحب – محو           | –                                     |
| D–          | حاتياي                 | المشرف على مخزني الغلال في معبد آتون  |

## أشهر أصحاب المقابر فيها
- مقبرة حوي أو أمنحتب حوي (TT40): نائب الملك في كوش في عهد الملك توت عنخ آمون من الأسرة 18.
- مري مس (TT383): نائب الملك في كوش في عهد الملك أمنحتب الثالث من الأسرة 18.

## معرض الصور

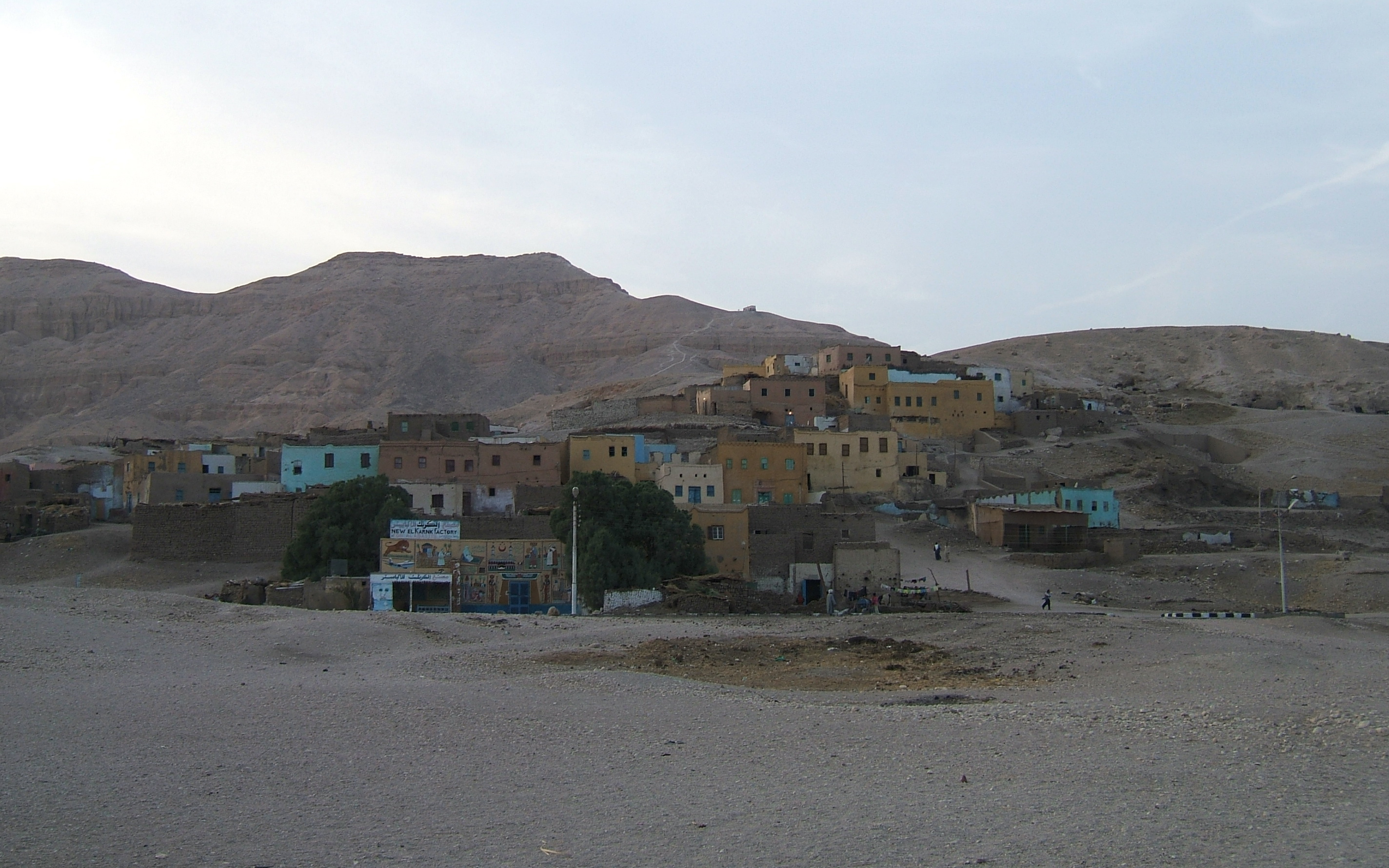
منظر لجبانة قرنة مرعي، الأقصر
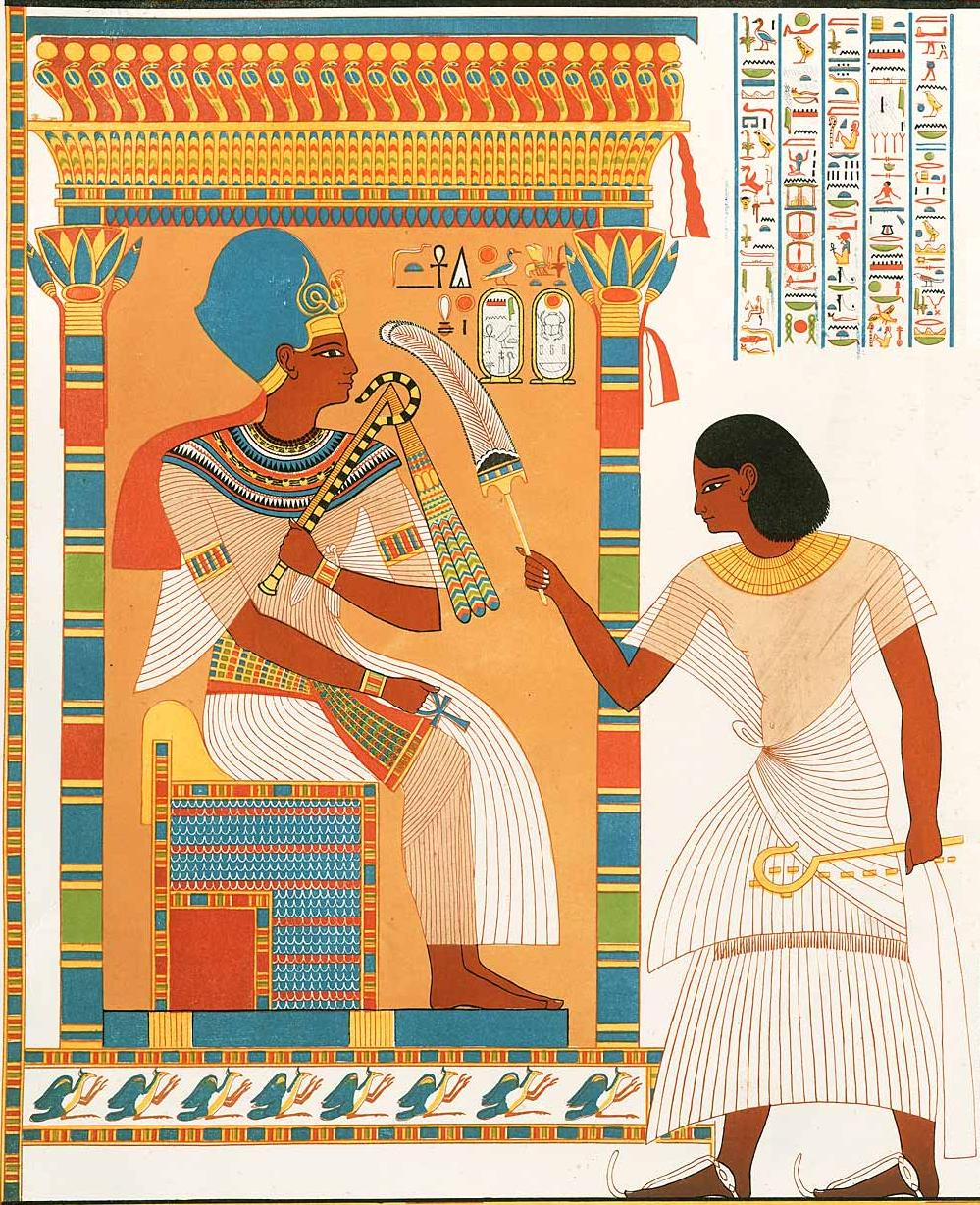
منظر من مقبرة حوي، نائب الملك في كوش (TT40)
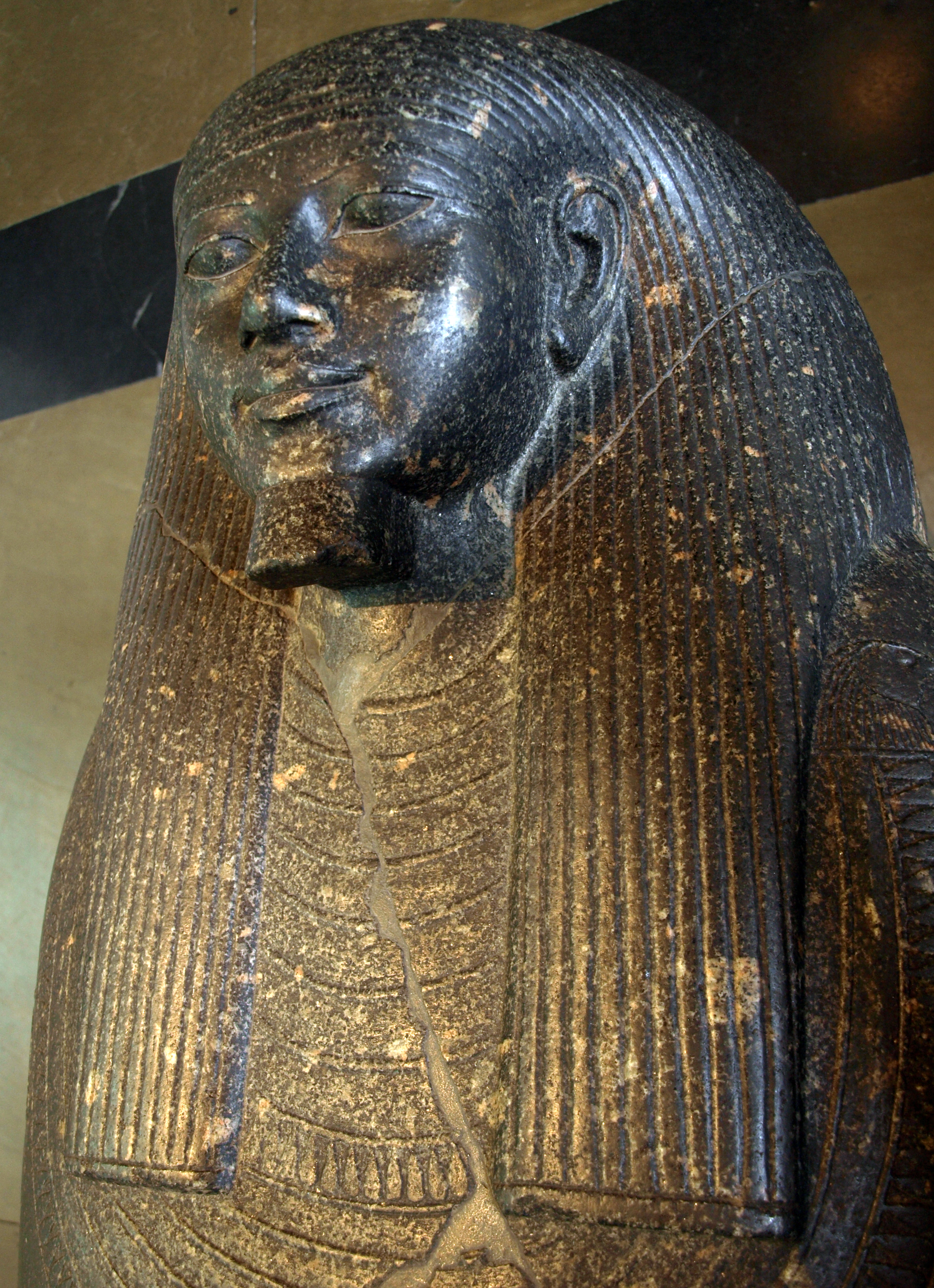
تابوت نائب الملك في كوش مري مس (TT383) - المتحف البريطاني